# Romance en Puerto Rico
Romance en Puerto Rico es una película musical méxico-puertorriqueña de 1962 dirigida por Ramón Pereda y protagonizada María Antonieta Pons y Dagoberto Rodríguez.

## Reparto
- José Miguel Agrelot
- Bobby Capó
- Ana Garay
- Velda González
- Gilda Mirós
- Alicia Moreda
- Ramón Pereda
- María Antonieta Pons
- Dagoberto Rodríguez
- Orlando Rodríguez
- Luis Vigoreaux